# Villa des Montis
La villa des Montys est une villa située à Haute-Goulaine, en France.

## Localisation
La villa est située sur la commune de Haute-Goulaine, dans le département de la Loire-Atlantique.

## Description
Le fief Les Montys appartenait, en 1414, à Jean de Saint-Aignan. De cette ancienne maison seigneuriale, il ne subsiste qu'une tour isolée.
Après la Révolution, la propriété fut acquise, vers 1810, par l'architecte nantais François-Léonard Seheult qui y construisit en 1813 le château actuel de style pur directoire. Très réputé dans la région, on peut encore admirer à Nantes son immeuble aux cariatides, rue de l'Héronnière.
Ses descendants ont en partie émigrés aux États-Unis et au Canada.
La Demeure Les Montys est inscrite aux monuments historiques depuis 1997.

Extérieur
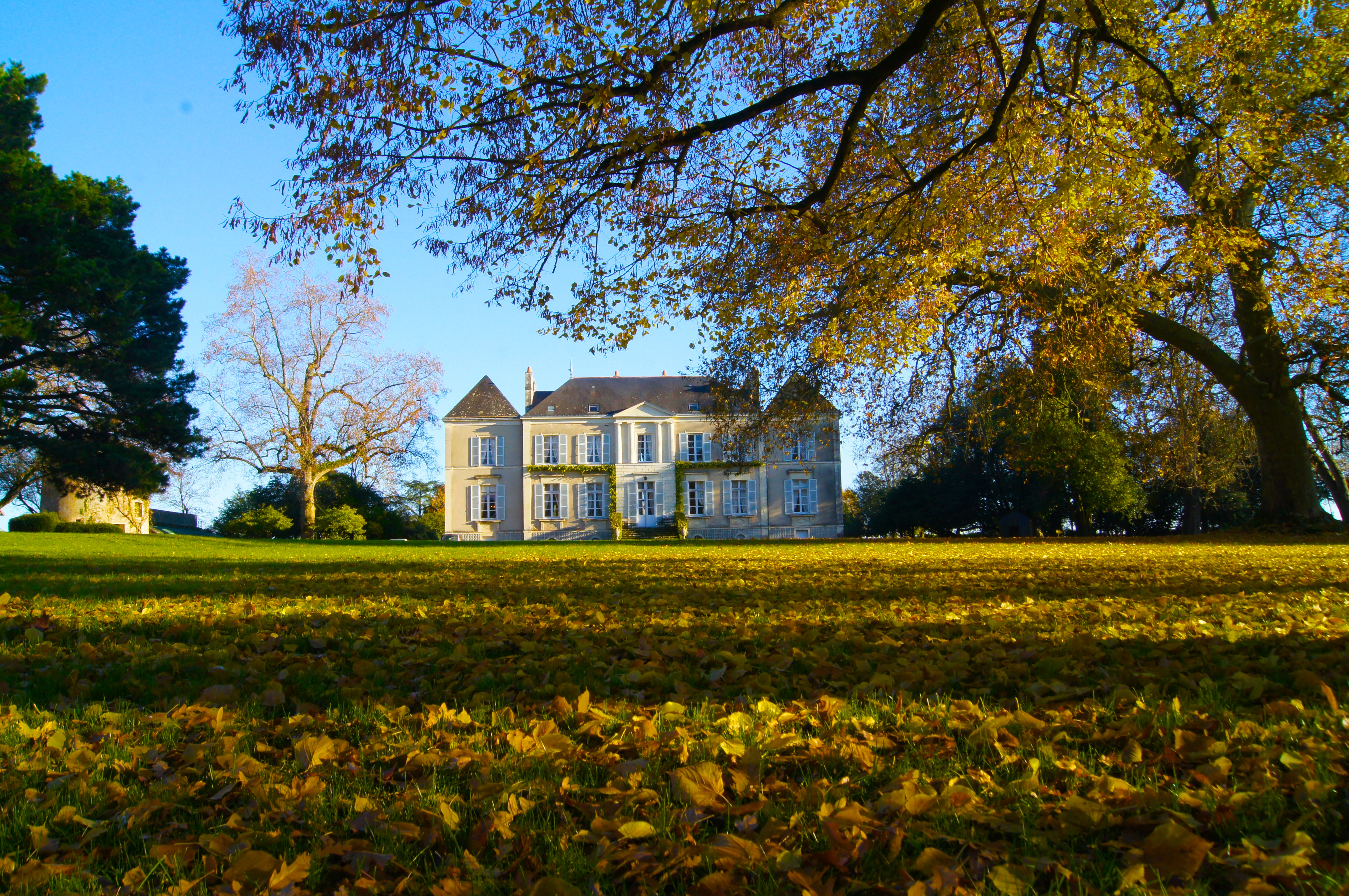
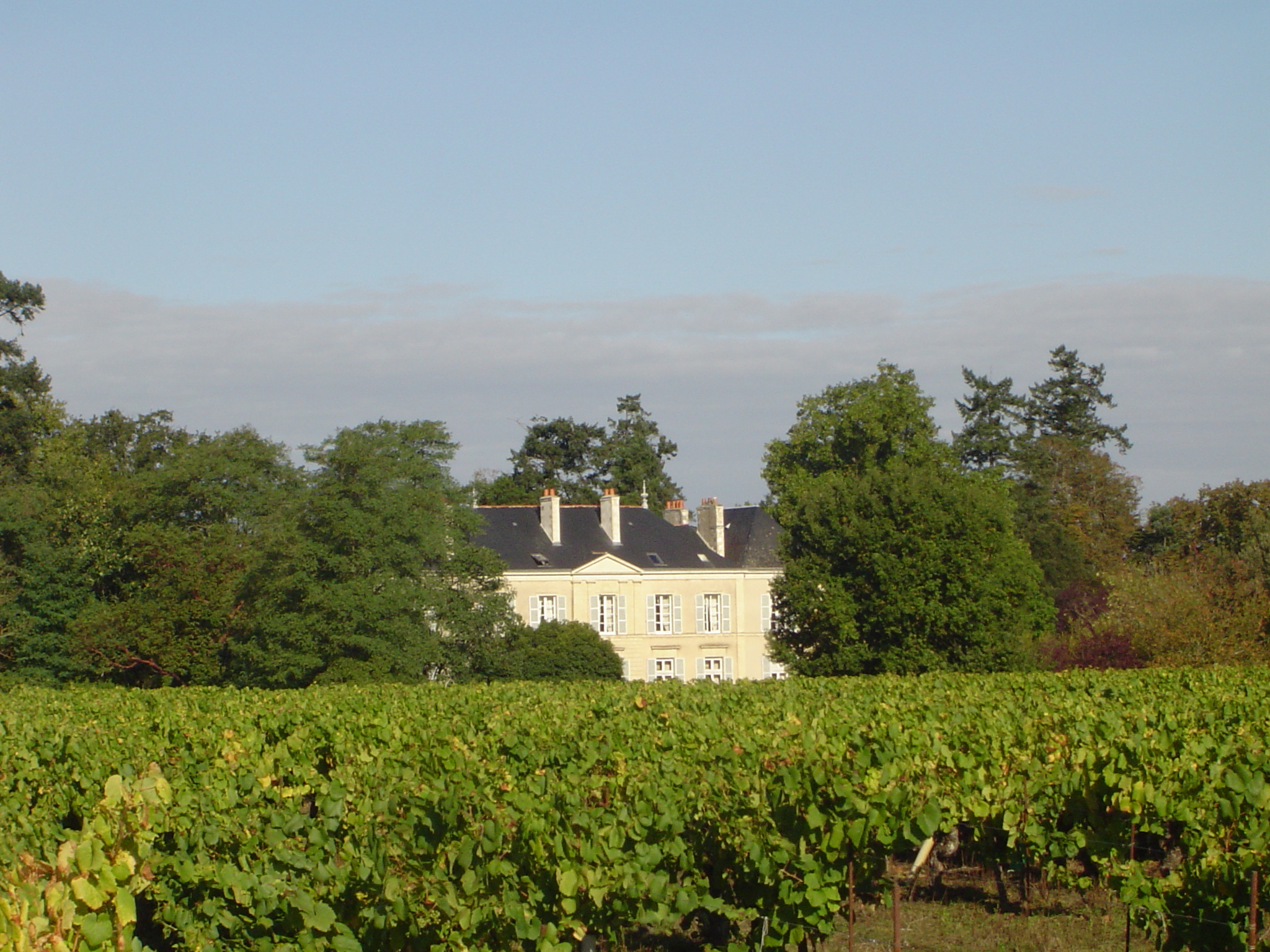

## Historique
Le monument est inscrit au titre des monuments historiques en 1997.